# Sergei Iwanowitsch Gussew (Revolutionär)
Sergei Iwanowitsch Gussew (russisch Сергей Иванович Гусев; * 1874; † 1933; Pseudonym, geboren Jakow Dawidowitsch Drabkin) war ein bolschewistischer Berufsrevolutionär und Funktionär.

## Leben
Gussew kam als Student in Petersburg in Kontakt mit revolutionären Gruppen und wurde Mitglied des Petersberger Kampfbundes zur Befreiung der Arbeiterklasse. Er arbeitete 1899 bis 1903 in Rostow am Don für die Sozialdemokratische Arbeiterpartei Russlands (SDAPR). Gussew war 1903 Teilnehmer des 2. Parteitags der SDAPR und anschließend für die Bolschewiki  in Odessa, Moskau und Petersburg tätig. Im Oktober 1917 war Gussew einer der Sekretäre des Militärischen Revolutionskomitees; während des Bürgerkriegs als Mitglied des Revolutionären Kriegsrates an der Ost- und Südfront. Im Frühjahr 1921 wurde er Leiter der Politischen Verwaltung des Revolutionären Kriegsrates.
Für den 10. Parteitag der KPR im März 1921 schrieb Gussew gemeinsam mit Frunse Thesen über die Reorganisation der Roten Armee (gegen deren Umwandlung in eine Milizarmee), die von den Autoren zurückgezogen wurden, nachdem Lenins ablehnende Haltung und Trotzkis offene Opposition bekannt wurden. Auf Trotzkis Vorschlag hin wurde Gussew im Herbst 1922 als Leiter der Politischen Verwaltung des Revolutionären Kriegsrats abgelöst. 1923 wurde er Sekretär der Zentralen Kontrollkommission und entwickelte sich zu einem zuverlässigen Gehilfen Stalins. 1925–1926 war er Leiter der Presseabteilung des ZK und von 1929 bis zu seinem Tod im Sommer 1933 Mitglied des Exekutivkomitees der Komintern. Er wurde mit militärischen Ehre an der Kremlmauer begraben, dann aber „nachträglich aus der Parteigeschichte getilgt. Viele seiner Bekannten und Verwandten wurden verhaftet.“
Später wurde Gussew in der Sowjetunion offiziell wieder als ‚hervorragender Militär‘ bezeichnet.
Gussews Tochter Jelisaweta Drabkina (1901–1974) war Revolutionärin, Hochschullehrerin und Schriftstellerin.